# Kazán-szoros

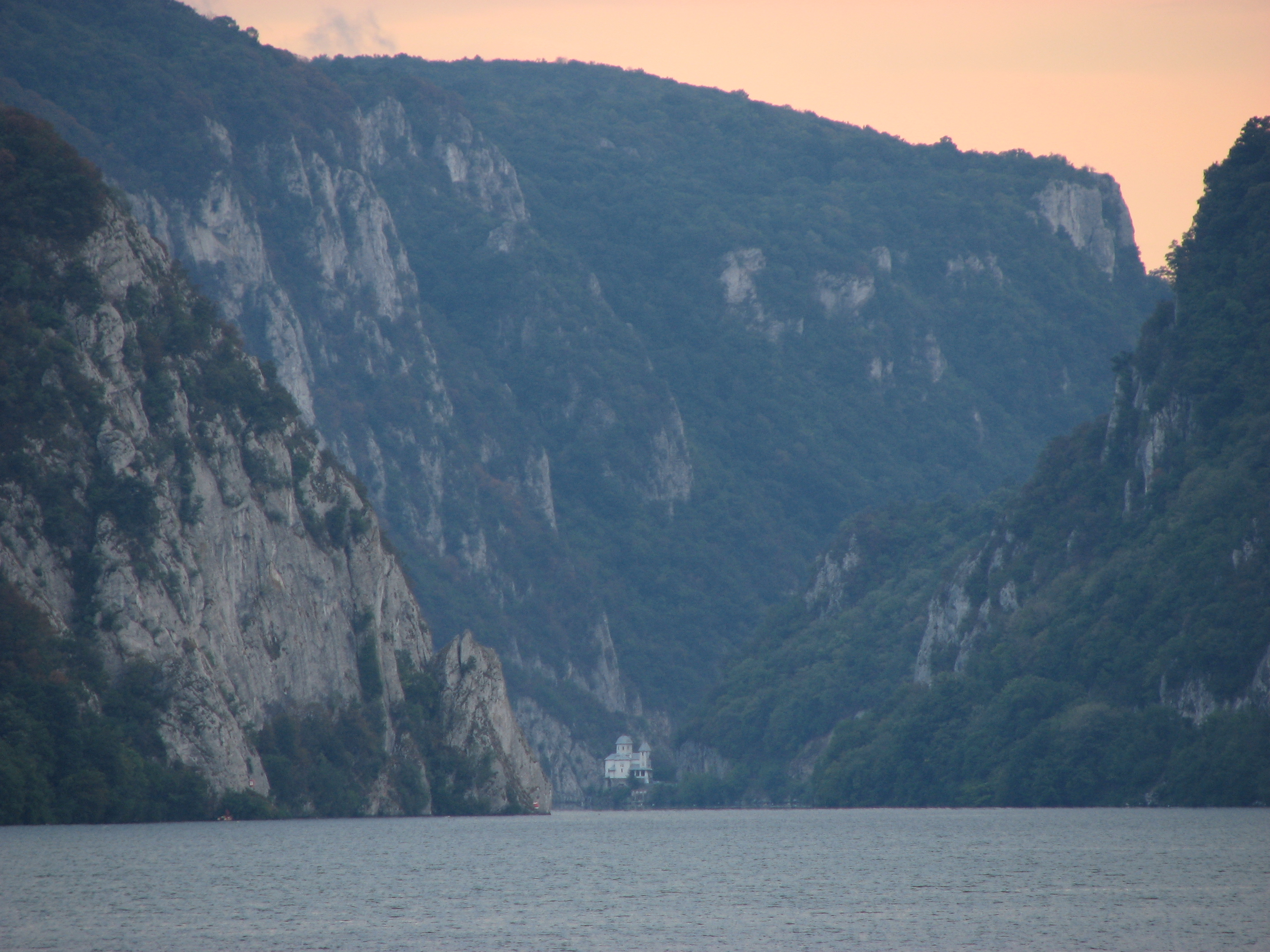
Kazán-szoros

A Kazán-szoros folyami szurdokvölgy a Dunán Románia és Szerbia között. A Vaskapu-szoros szakasza, részei a Nagy- és a Kis-Kazán-szoros.

## Története

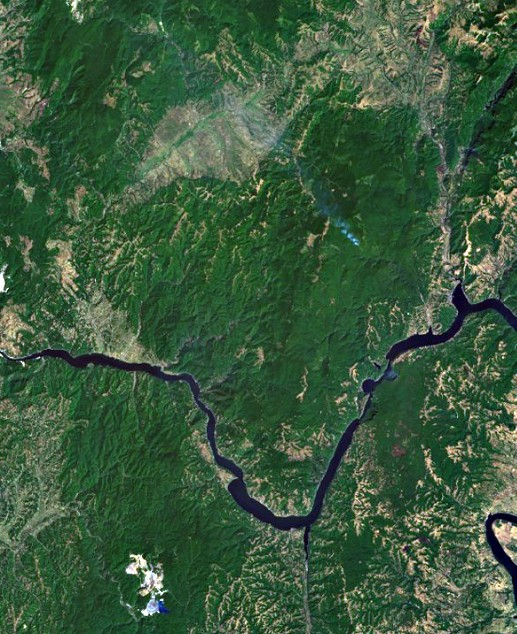
Műholdkép

A Kazán-szoros egy több szakaszból álló, 134 kilométer hosszú szoros, vagy szurdokvölgy része. (Galambóci szurdok, Gospodin Vir szurdoka, Nagy- és Kis Kazán-szoros, Sip-szurdok), mely az ókortól, azaz a nagy népmozgások és a folyami hajózás megindulásától kezdve természetes határként működött a Kárpát-medence és a Balkán-félsziget területei között.
A régi időkben az Al-Duna e kritikus szakaszát rendkívüli vízjárási viszonyok jellemezték, mivel a mederben számtalan szikla és zátony akadályozta a haladást. A folyó különböző vízállásainál eltérő, kanyargós utakon hajózhattak csak a bátor kereskedők, minduntalan kockára téve életüket és értékeiket. Innen ered a „Kazán” elnevezés is, mivel úgy gondolták, hogy a víz mélyén lévő hatalmas, forró üstök miatt fortyog állandóan a víz.

## Római kor
A hajózási akadályok leküzdésével már a római korban is kísérleteztek, mivel a pannóniai területen állomásozó légióiknak a Dunán hajón szállították az élelmiszert, és e szállításokat a Vaskapu zuhatagai gyakran hetekre feltartóztatták. Ennek kiküszöbölésére a jobb part mentén hajózócsatornát építettek védgátakkal és duzzasztógáttal, lehetővé téve ezzel a kis merülésű hajók közlekedését. A sebes vizű folyón a hajók árral szemben történő mozgatását is meg kellett oldani, ezért a sziklafalba rögzített, ácsolt galériát építettek, amelyen lovak vontatták a megrakott bárkákat. A folyón Szörényvárnál (Turnu Severin) hidat is építettek, kihasználva ehhez a mederben elhelyezkedő sziklákat és zátonyokat is. A római idők elmúltával ezek az építmények fokozatosan elpusztultak, majd a napóleoni háborúk utáni gazdasági visszaesést követően nőtt meg ismét a keleti kereskedelem jelentősége, és egyúttal az Al-Duna közlekedésfejlesztésének szükségessége.

## Az Al-Duna szabályozása
Az Al-Duna szabályozásának gondolatát Széchenyi István vetette fel, aki 1830-ban szakértők társaságában utazta végig a zátonyokban bővelkedő két Kazán-szorost és a Vaskaput, majd ezt követően, 1833-ban, Vásárhelyi Pál tervei alapján 1834-ben megkezdődött az építkezés is. A mederből a legveszélyesebb tarajos sziklákat kirobbantották, ezáltal a hajózást legalább évi 152 napon át biztonságossá tették. Anyagi okok miatt a tervekben szereplő hajózóút kiépítése nem volt lehetséges, ezért a Duna bal partján a sziklába 122 kilométer hosszú utat vájtak. Ez nem csak a hajók vontatását, hanem hajózási igényen kívül az áruk szekéren történő szállítását is lehetővé tette. I. Ferenc császár halála után azonban a keleti kereskedelem ügye háttérbe szorult, és a munkálatokat abbahagyták, így a folyószabályozás kérdése csak az 1870-es években került ismét napirendre némi diplomáciai huzavona után, mivel a hajóút megépítését főleg az Osztrák–Magyar Monarchia tartotta fontosnak - a földrajzilag érintett Románia és Szerbia nem - végül 1896-ban adták át, miáltal a Vaskapunál elkészült hajózóúttal a 152 napos hajózási idény 290 napra bővült. Az uszályok árral szembeni mozgatása így is komoly energiát igényelt, csak nagy teljesítményű vontatóhajókkal és esetenként a part mentén haladó mozdonyokkal tudták az uszályokat mozgatni.

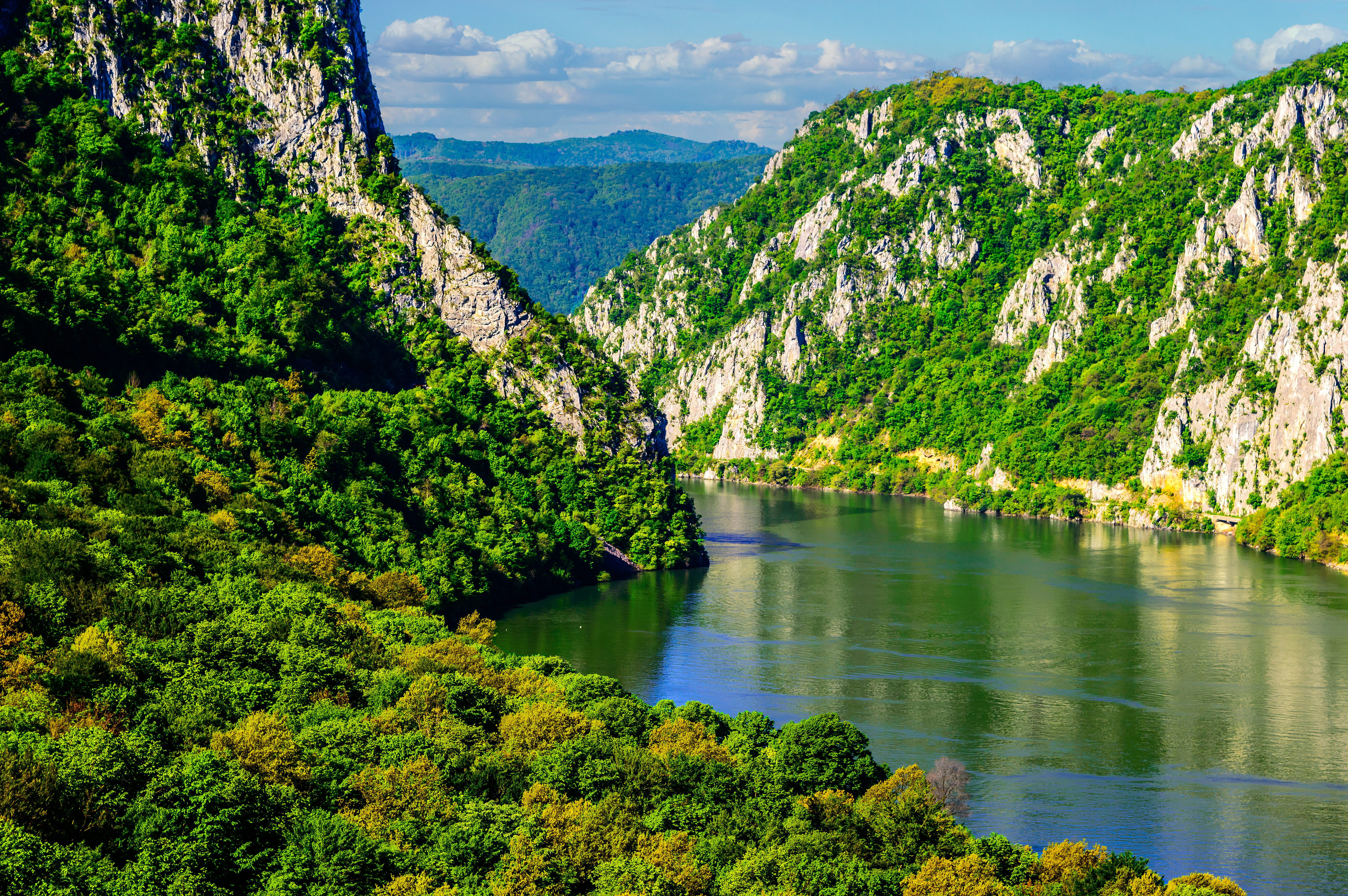
Kazán-szoros

A mára állandó vízi út meglétéhez az alapvető változást az 1970-es évek elején megépített Vaskapu vízlépcső jelentett, melynek megépítését követően a hajózás egyszerűbbé és biztonságosabbá vált a szorosokban, mivel a Duna megemelkedett vízszintje miatt a gátak visszaduzzasztó hatása 240 km-en érvényesül. A vízszintemelkedés következtében víz alá került többek között a kis Ada Kaleh-sziget is, valamint több mellékfolyó torkolati szakasza, Orsova régi városrésze, a Széchenyi út is. A szoros alatti részen épített gát szabályozottá tette a szoros vizét. A gát neve Vaskapu lett.